# Balaives-et-Butz
Balaives-et-Butz è un comune francese di 202 abitanti situato nel dipartimento delle Ardenne nella regione del Grand Est.

## Storia

### Simboli
Lo stemma è stato adottato dal comune il 12 marzo 2001.

## Società

### Evoluzione demografica
Abitanti censiti